# Pooth Khurd
Pooth Khurd è una suddivisione dell'India, classificata come census town, di 8.167 abitanti, situata nel distretto di Delhi Nord Ovest, nello territorio federato di Delhi. In base al numero di abitanti la città rientra nella classe V (da 5.000 a 9.999 persone).

## Geografia fisica
La città è situata a 28° 46' 07 N e 77° 03' 29 E.

## Società

### Evoluzione demografica
Al censimento del 2001 la popolazione di Pooth Khurd assommava a 8.167 persone, delle quali 4.455 maschi e 3.712 femmine. I bambini di età inferiore o uguale ai sei anni assommavano a 1.085, dei quali 613 maschi e 472 femmine. Infine, coloro che erano in grado di saper almeno leggere e scrivere erano 5.884, dei quali 3.518 maschi e 2.366 femmine.